# Costantino De Crescenzo
Costantino De Crescenzo (Napoli, 24 agosto 1847 – Napoli, 29 giugno 1911) è stato un pianista e compositore italiano, noto soprattutto per i suoi brani romantici per pianoforte tra cui il celebre notturno Prima carezza. Apprezzato concertista in Russia sotto la guida di Rubinštejn e didatta del pianoforte, fu anche autore di canzoni napoletane.

## Biografia
Diplomato in pianoforte al conservatorio di San Pietro a Majella, fu direttore d'orchestra in Alessandria d'Egitto nel 1868 e tornò da pianista a Napoli l'anno seguente. Il successo dei concerti dati nella città natale gli valse un invito a Mosca dove, tra il 1870 e il 1878, fu anche docente di perfezionamento pianistico e strinse amicizia con Rubinštejn, sotto la cui direzione proseguì l'attività di pianista incontrando il favore del pubblico e dello zar Alessandro II. Chiusa l'esperienza russa, rientrò a Napoli abbandonando gli impegni concertistici in favore della composizione, pur di restare accanto alla madre anziana. Aveva intanto contratto matrimonio in Russia ed ebbe diversi figli, alcuni dei quali lasciò ancora bambini alla morte, nel 1911.

## Opere
Costantino De Crescenzo fu autore di romanze, senza parole o per voce, serenate, notturni (tra cui il celebre Prima carezza) e in generale di numerosi brani pianistici semplici e lirici di successo, in stile tardoromantico ed elegante, utili anche a scopo didattico. Compose anche canzoni napoletane e trascrisse per pianoforte a quattro mani la trascrizione fatta da Thalberg dello Scherzo dal Sogno di una notte di mezza estate di Felix Mendelssohn.